# Кошут, Джозеф
Джо́зеф (Йозеф) Ко́шут (англ. Joseph Kosuth; 31 января 1945) — один из пионеров концептуального искусства. Известен своими инсталляциями, в частности «Один и три стула» (1965 год).

## Биография
Джозеф Кошут родился 31 января 1945 в Толидо, штат Огайо. Он посещал Школу дизайна Музея Толидо (Toledo Museum School of Design) с 1955 по 1962 годы и брал уроки у бельгийского живописца Line Bloom Draper. В 1963 Кошут поступил в Художественный институт Кливленда (Cleveland Art Institute). Он провел следующий год в Париже и путешествовал по Европе и Северной Африке. Переехал в Нью-Йорк в 1965 и посещал Школу изобразительных искусств (School of Visual Arts) до 1967. Свою знаменитую работу «Один и три стула» сделал, будучи студентом. По окончании школы преподавал в ней же.
Философия Людвига Витгенштейна, в числе прочего, повлияла на развитие его творчества в 1965—1974. В этот период он изучал идею, что язык имеет смысл только по отношению к самому себе, как в http://www.nga.gov.au/International/Catalogue/Detail.cfm?IRN=111385&BioArtistIRN=18615&MnuID=SRCH&GalID=ALL Архивная копия от 13 августа 2008 на Wayback Machine (1965), в которой восемь слов неоном означали только те элементы, которые входят в работу — «Neon Electrical Light English Glass Letters Red Eight».
Кошут основал Музей нормального искусства (Museum of Normal Art) в Нью-Йорке в 1967, где прошла его первая персональная выставка.
С 1968 Кошут был членом факультета Школы изобразительных искусств (School of Visual Arts). В 1969 художник организовал свою выставку под названием Fifteen Locations, которая прошла одновременно в 15 музеях и галереях по всему миру. Он также участвовал в выставке концептуального искусства в январе 1969 в Seth Siegelaub Gallery, Нью-Йорк.
В 1969 состоялась персональная выставка Кошута в галерее Лео Кастелли, Нью-Йорк. В тот же год он стал американским редактором журнала Искусство и язык (Art & Language) и принял участие в выставке When Attitude Becomes Form: Works-Concepts-Processes-Situations в Kunsthalle, Берн, и в Институте современного искусства (Institute of Contemporary Arts), Лондон. Он был представлен на большинстве крупных выставок, которые отражали растущее признание концептуального искусства, включая Information в Музее современного искусства, Нью-Йорк, в 1970 и Konzept-Kunst в Kunstmuseum, Базель, в 1972.
В 1971—1972 изучал антропологию и философию в Новой школе социальных исследований (New School for Social Research), Нью-Йорк.
С 1970 по 1974, во время ряда персональных выставок, он создавал энвайронмент в виде класса, где участники размещались за партами с документами для чтения, а тексты или диаграммы были размещены на стенах. В 1973 Kunstmuseum Luzern представил ретроспективу художника, которая путешествовала по Европе.
Кошут стал соредактором недолго просуществовавшего журнала Fox (1975—1976) и художественным редактором Marxist Perspectives в 1977—1978. В 1978 прошла ретроспектива художника в Van Abbemuseum, Эйндховен.
В серии Text/Context (1978—1979), художник размещал предложения об искусстве и языке и их социально-культурном контексте на щитах. В 1981 он начал использовать теории Зигмунда Фрейда в таких сериях как Cathexis, в которых совмещал текст и фотографии живописи старых мастеров. Также в 1981 Staatsgalerie Stuttgart и Kunsthalle Bielefeld организовали большую ретроспективу художника. В его Zero and Not (1986), слова были механически отпечатаны на бумаге и затем частично заклеены лентой.
Участвовал в трёх кассельских «Документах»: в 1972-м, 1982-м и 1992-м.
Художник живёт в Нью-Йорке и Бельгии.

## Творчество
В своем знаменитом эссе 1969 Искусство после философии, Кошут утверждал, что традиционный художественно-исторический дискурс подошёл к концу. Вместо него он предложил радикальное исследование средств, с помощью которых искусство приобретает своё культурное значение и свой статус как искусство. "Быть художником сегодня, " комментировал Кошут, «означает задавать вопросы о природе искусства».
Кошут использовал язык сам по себе как средство. Результатом стало концептуальное искусство, лишенное всех морфологических признаков — интеллектуальная провокация заняла место восприятия, слова заменили образы и объекты. Этот переход обозначен в серии First Investigations (с подзаголовком Art As Idea As Idea), которая включала словарные определения слов, таких как «вода», «значение», «идея». Кошут стремился показать, что искусство заключается не в самом объекте, а в идее или концепции работы.

## Интересные факты
В 1994 году в Варшаве (Уяздовский замок) состоялась совместная выставка Джозефа Кошута и Ильи Кабакова «Коридор двух банальностей». В выставочном пространстве демонстрировался длинный ряд придвинутых друг к другу столов, обшарпанных — с российской стороны, опрятных — с западной.

## Произведения
- Самая известная работа — «Один и три стула», (1965). В 1965 Кошут начал использовать язык вместо изобразительных средств. Он использовал словарные определения в серии работ, которые включали повседневные объекты, такие как стул или молоток, вместе с фотографиями объекта и его определением.
- Одно и три зеркала, 1965. Работа состоит из зеркала, фотографии этого зеркала такого же размера, и фотографии словарного определения слова «зеркало», увеличенного до размеров зеркала. Это сопоставление объекта, образа и вербального определения было первой попыткой Кошута представить вербальную информацию как эквивалент образа и подчеркнуть природу обоих как кодов объекта. В этой и других работах серии Кошут сопоставлял объект, образ и слово.
- Clock (One and Five) (недоступная ссылка), 1965
- Одна и три пилы, 1965
- One and eight — a description Архивная копия от 13 августа 2008 на Wayback Machine, 1965 В 1965 Кошут начал создавать работы в неоне[прояснить] — описание, в котором объект или образ состоит из слов, каждое из которых описывает некоторые аспекты объекта, частью которого и является.
- Four Colors Four Words, 1966
- Five colors and five words (недоступная ссылка), 1965
- Self-described Twice, 1966
- Titled (Art as Idea as Idea) (Value), 1968. Эта работа принадлежит к серии, названной The First Investigation (1966-68), в которой Кошут больше не использует объекты. Определения слов, таких как значение, мысль и образ существуют как работа. Художник объяснял: «Я чувствовал, я нашел способ делать искусство без формальных составляющих… Выражение идеи, не формы — формы были всего лишь способом на службе у идеи».
- Titled (Art as Idea as Idea) (Water), 1966.
- Titled (Art as Idea as Idea) (White and Black), 1966.
- Titled (Art as Idea as Idea) (Art), 1967
- It was it No. 4, 1986, фотокопия текста из книги Зигмунда Фрейда «Психопатология обыденной жизни» с неоновой фразой «Description of the same content twice / It was it».
- Zero & Not (недоступная ссылка), 1986
- Ex-Libris (Wittgenstein’s Gift) (недоступная ссылка), 1990

## Персональные выставки 1976—2008
| - 2008 Neither Appearance nor Illusion/Ранние работы 1960-х, Sean Kelly Gallery, Нью-Йорк - 2008 Dos tipos de mapas, Galería Juana de Aizpuru, Мадрид - 2007 Centro Atlántico de Arte Moderno, Лас-Пальмас де Гран Канария - 2006 Galerie Almine Rech, Париж - 2006 a labyrinth into which I can venture, Sean Kelly Gallery, Нью-Йорк - 2006 the early works, Mulier Mulier Gallery, Кнокк-Эйст - 2006 No title, Sprüth Magers London, Лондон - 2006 Simon Lee Gallery, Лондон - 2005 Monika Sprüth Philomene Magers, Мюнхен - 2004 Redefining the Context of Art: 1968—2004, Stedelijk Van Abbemuseum, Эйндховен - 2004 Galleria In Arco, Турин | - 2003 A Centennial Project by Joseph Kosuth, Isabella Stewart Gardner Museum, Бостон - 2000 Essays, Sean Kelly Gallery, Нью-Йорк - 2000 Galleria Lia Rumma Milano, Милан - 1999 Galleria Lia Rumma, Неаполь - 1999 Eine verstummte Bibliothek, Kunstmuseum des Kantons Thurgau, Warth - 1999 Guests and Foreigners, Rossini in Turkey, Borusan Art Gallery, Стамбул - 1999 Edition Schellmann, Мюнхен - 1997 New Installation and Survey 1965—1997, Irish Museum of Modern Art, Дублин - 1997 Re-defining the Context of Art: 1968—1997: The Second Investigation and Public Media, MIT List Visual Arts Center, Кэмбридж - 1976 The Renaissance Society at The University of Chicago, Чикаго |

## Публичные коллекции
| - Art Gallery of New South Wales, Сидней, Австралия - National Gallery of Australia Архивная копия от 13 августа 2008 на Wayback Machine, Канберра, Австралия - Neue Galerie Graz am Landesmuseum Joanneum, Грац, Австрия - Sammlung Essl — Kunsthaus, Клостернойбург, Австрия - Museum Moderner Kunst Stiftung Ludwig, Вена, Австрия - Museum voor Hedendaagse Kunst Antwerpen, Антверпен, Бельгия - 1 Stedelijk Museum voor Actuele Kunst, Гент, Бельгия - ARS AEVI Museum of Contemporary Art, Сараево, Босния и Герцеговина - National Gallery of Canada, Оттава, Канада - Vancouver Art Gallery, Ванкувер, Канада - Museet for Samtidskunst, Роскилле, Дания - Kiasma — Museum of Contemporary Art, Хельсинки, Финляндия - le Musée de l’Objet, Блуа, Франция - Musée d’Art Contemporain Lyon, Лион, Франция - Espace de l’art concret, Муан-Сарту, Франция - Musee d´Art Moderne et d`Art Contemporain Nice, Ницца, Франция - Carré d´art — Musée d´art contemporain de Nîmes, Ним, Франция - Fondation Cartier pour l’art contemporain, Париж, Франция - Rhône-Alpes, Institute d`art contemporain, Виллербанн, Франция - Daimler Contemporary Daimler Contemporary, Берлин, Германия - Hamburger Bahnhof, Museum für Gegenwart, Берлин, Германия - Städtische Galerie Erlangen, Эрланген, Германия - Hamburger Kunsthalle, Гамбург, Германия - Zentrum für Kunst und Medientechnologie Karlsruhe, Карлсруэ, Германия - Städtisches Museum Abteiberg, Менхенгладбах, Германия - Kunstmuseum Stuttgart — Galerie der Stadt Stuttgart, Штутгарт, Германия - Centre for international light art, Унна, Германия - Kunstsammlungen zu Weimar — Neues Museum, Веймар, Германия - Museum of Contemporary Art, Будапешт, Венгрия - Irish Museum of Modern Art, Дублин, Ирландия - Museum für moderne und zeitgenössische Kunst, Больцано, Италия - Fondazione Morra Greco, Неаполь, Италия | - Museo D’Arte Contemporanea Donna Regina, Неаполь, Италия - Zerynthia, Рим, Италия - Museo d’Arte Moderna e Contemporanea di Trento e Rovereto, Роверето, Италия - Museo d´arte contemporanea Castello di Rivoli (недоступная ссылка), Турин, Италия - Fondazione Querini Stampalia ONLUS, Венеция, Италия - Palazzo Forti — Galleria d’Arte Moderna e Contemporanea, Верона, Италия - 21st Century Museum of Contemporary Art, Канадзава, Япония - Shizuoka Prefectural Museum of Art, Сидзуока, Япония - Toyota Municipal Museum of Art, Тоёта-Аити, Япония - Stedelijk Van Abbemuseum, Эйндховен, Нидерланды - Kröller-Müller museum, Otterlo, Нидерланды - Berardo Museum, Collection of Modern and Contemporary Art, Лиссабон, Португалия - National Center For Contemporary Art, Москва, Россия - Museu d´Art Contemporani de Barcelona, Барселона, Испания - Centro Andaluz de Arte Contemporáneo, Севилья, Испания - Malmö Konsthall (недоступная ссылка), Мальмё, Швеция - Moderna Museet, Стокгольм, Швеция - Kunstmuseum des Kantons Thurgau, Warth, Швейцария - Fotomuseum Winterthur, Винтертур, Швейцария - Tate Britain, Лондон, Великобритания - Художественный институт Чикаго, Чикаго, США - Museum of Contemporary Art Chicago, Чикаго, США - Wright State University Art Galleries, Dayton, США - Cisneros Fontanals Art Foundation, Майами, США - Solomon R. Guggenheim Museum, Нью-Йорк, США - Whitney Museum of American Art, Нью-Йорк, США - The Allen Memorial Art Museum, Огайо, США - San Francisco Museum of Modern Art, Сан-Франциско, США - Hirshhorn Museum and Sculpture Garden (недоступная ссылка), Вашингтон, США - Музей современного искусства, Нью-Йорк, США - Addison Gallery of American Art, Эндовер, Массачусетс, США |